# Abbazia di Melk
L'abbazia di Melk è un'abbazia benedettina che si trova in Austria, uno dei più famosi siti monastici del mondo. Venne costruita in posizione dominante sulla città di Melk su un affioramento roccioso a lato del fiume Danubio nello stato della Bassa Austria, vicino alla valle di Wachau. È un raro esempio di monastero benedettino attivo in modo continuo fin dalla sua fondazione.

## Storia e arte

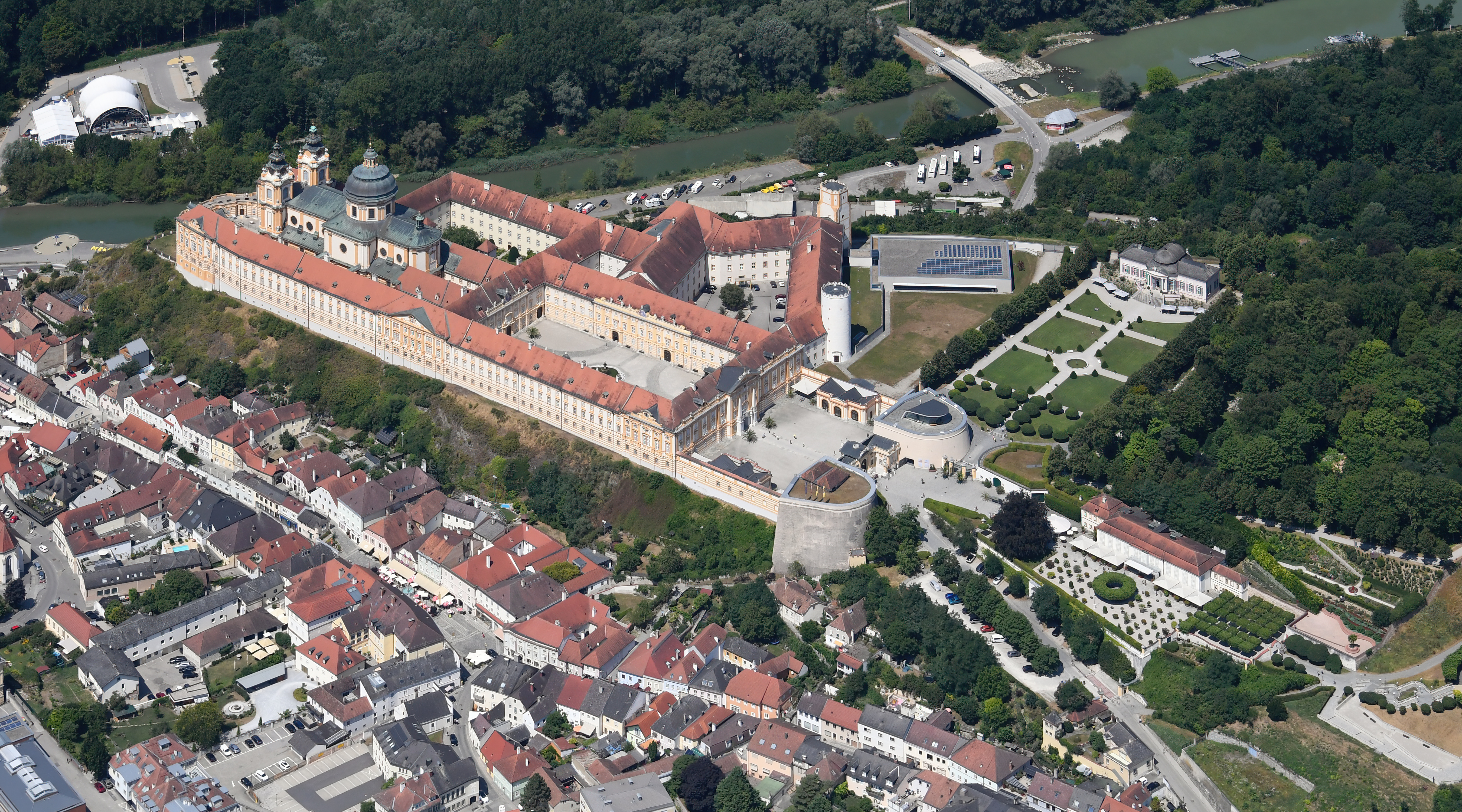
Veduta aerea dell'Abbazia di Melk e del suo parco

La chiesa abbaziale

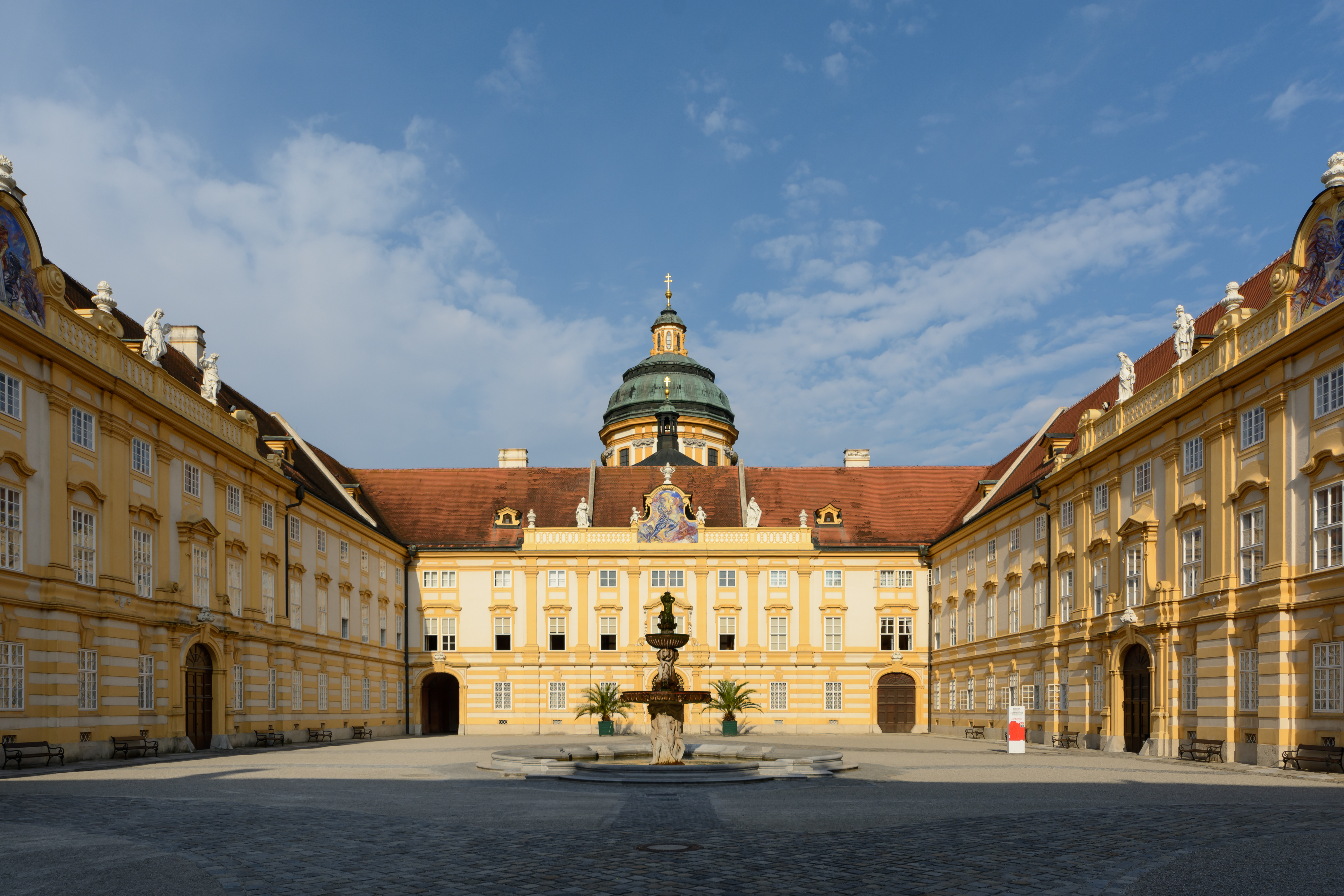
Il cortile dell'abbazia di Melk

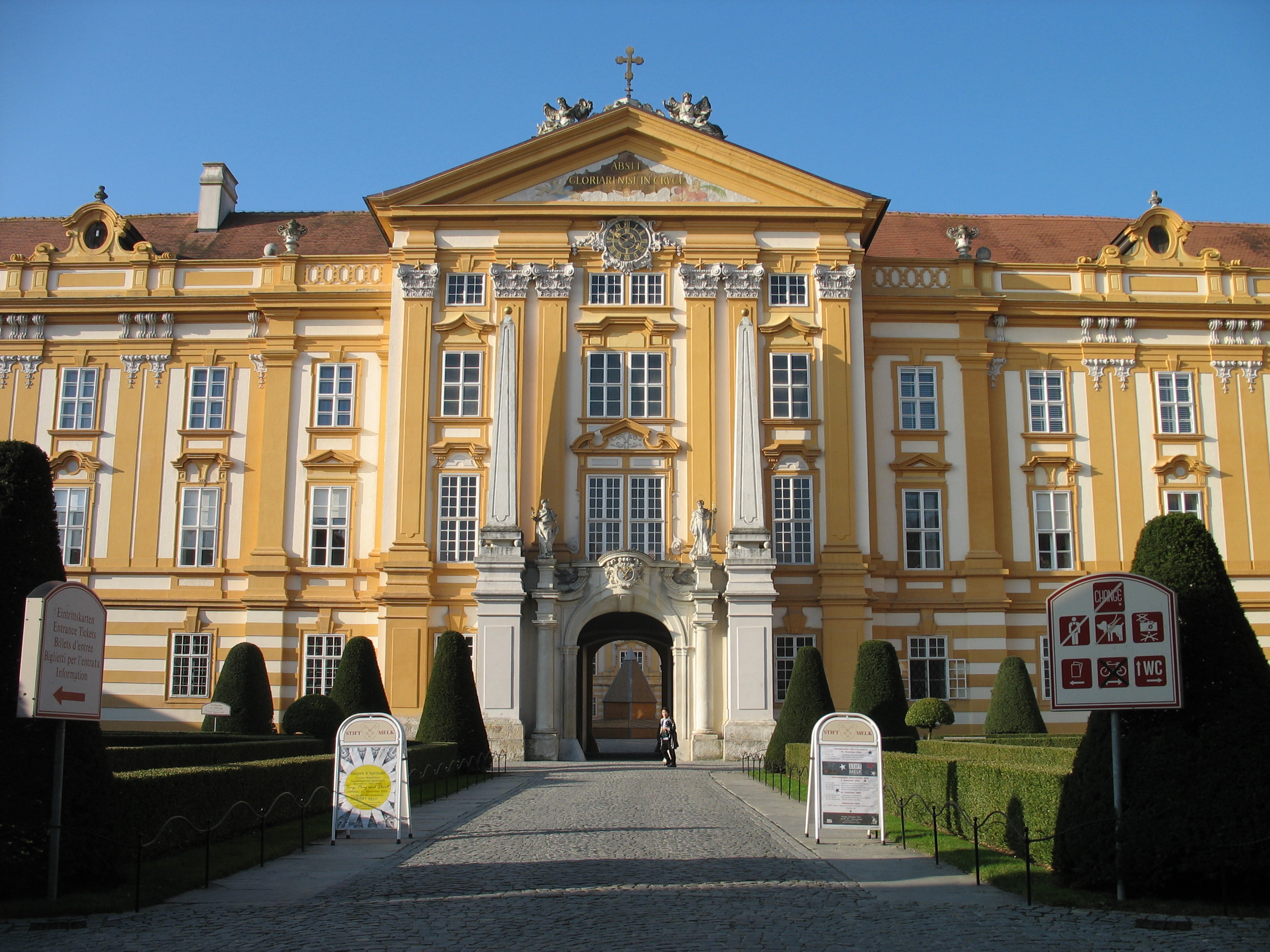
L'ingresso

L'abbazia venne fondata nel 1089 quando Leopoldo II, Margravio d'Austria, donò ai monaci benedettini dell'abbazia di Lambach uno dei suoi castelli. Nel XII secolo vi venne fondata una scuola e la biblioteca dell'abbazia divenne ben presto famosa per la sua grande collezione di manoscritti. Nel XV secolo il monastero divenne il cuore del movimento di riforma chiamato "Riforma di Melk", che contribuì a rinvigorire la vita monastica dell'Austria e della Germania meridionale.
L'odierna abbazia, in stile barocco, venne costruita fra il 1702 e il 1736 dall'architetto Jakob Prandtauer. Il portale principale, disegnato forse da Antonio Beduzzi (1711), è sovrastato da due grandi statue di Cristo e di San Pietro e San Paolo (1738). Le due statue sulle colonne ai lati del portale est, san Leopoldo e san Colomano, furono realizzate nel 1716 dal vicentino, scultore alla corte di Vienna, Lorenzo Mattielli. Sempre opera del Mattielli sono gli angeli che stanno sopra il timpano del portale stesso.
Di grande impatto sono soprattutto la chiesa dell'abbazia con affreschi di Johann Michael Rottmayr e la biblioteca, con i suoi innumerevoli manoscritti medievali. Dalla terrazza si passa nella biblioteca affrescata da Paul Troger (Allegoria della Fede, 1731), nei cui scaffali ornati di dorature sono presenti circa 90000 volumi tra cui preziosi manoscritti del IX secolo e centinaia di incunaboli. Si trovano qui pure due mappamondi (celeste e terrestre) di Vincenzo Maria Coronelli (circa 1690). La chiesa, il cui disegno architettonico interno è attribuito ad Antonio Beduzzi, ha una navata e transetto, con cupola centrale alta m. 64, cappelle laterali e gallerie, ed ha un apparato decorativo molto ricco e con dorature. Gli affreschi della cupola sono di Johann Michael Rottmayr (Storie di San Benedetto 1716), le pitture decorative sono di G. Fanti. Le ricche tribune sono di Antonio Beduzzi e Alessandro Galli da Bibbiena (1714-34). A destra ci sono pale di Troger (San Sebastiano, 1746), J.M. Rottmayr (Battesimo di Cristo, 1723) e G. Bachmann (San Leopoldo e la fondazione di Melk, 1650). A sinistra, pale di Troger (San Nicola, 1746) e J.M. Rottmayr (San Michele; Adorazione dei Magi, 1723). Nel coro della chiesa l'altare maggiore è una notevole opera disegnata da Alessandro Galli Bibiena, con statue di P. Widerin.
Grazie alla sua fama e statura accademica, Melk riuscì a sfuggire alla rovina durante il regno dell'imperatore Giuseppe II, quando molte altre abbazie austriache vennero ridimensionate o dissolte fra gli anni 1780 e 1790. L'abbazia riuscì inoltre a sopravvivere ad altri periodi difficili durante le guerre napoleoniche e l'Anschluss nazista dell'Austria nel 1938, quando la scuola e gran parte dell'abbazia vennero confiscate dallo stato.
La scuola fu restituita all'abbazia alla fine della seconda guerra mondiale ed ora provvede ai bisogni di circa 900 scolari di entrambi i sessi.
Fin dal 1625 l'abbazia è stata membro della Congregazione d'Austria; ora fa parte della Confederazione benedettina.
L'abbazia si trova lungo la pista ciclabile del Danubio.

## Nella cultura di massa
Il co-protagonista del libro Il nome della rosa di Umberto Eco si chiama "Adso da Melk", è figlio minore del barone locale, ed in questa abbazia (più precisamente, nella sua famosa biblioteca) scrive, ormai anziano, le sue memorie.